# 4201 Orosz
4201 Orosz este un asteroid din centura principală, descoperit pe 3 mai 1984, de Brian Skiff.